# Birgitta Ulfsson

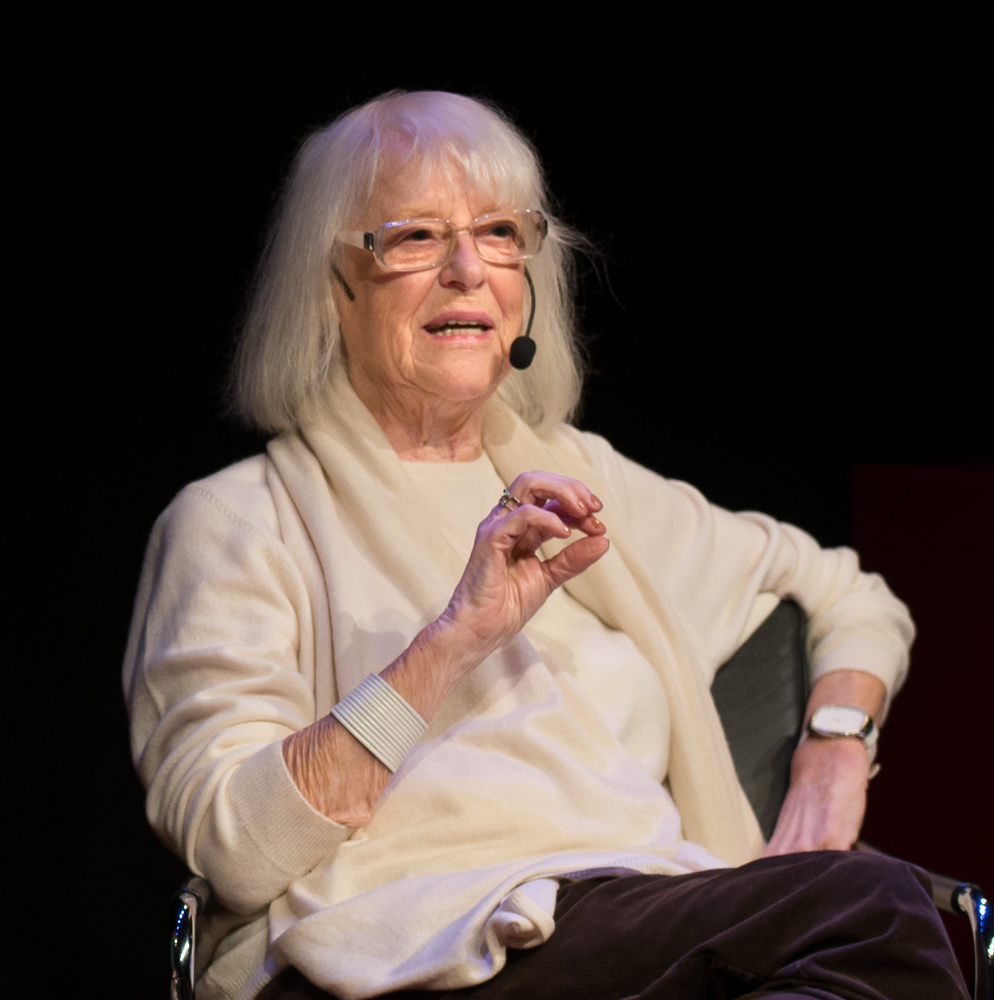
Birgitta Ulfsson en Estocolmo en 2016

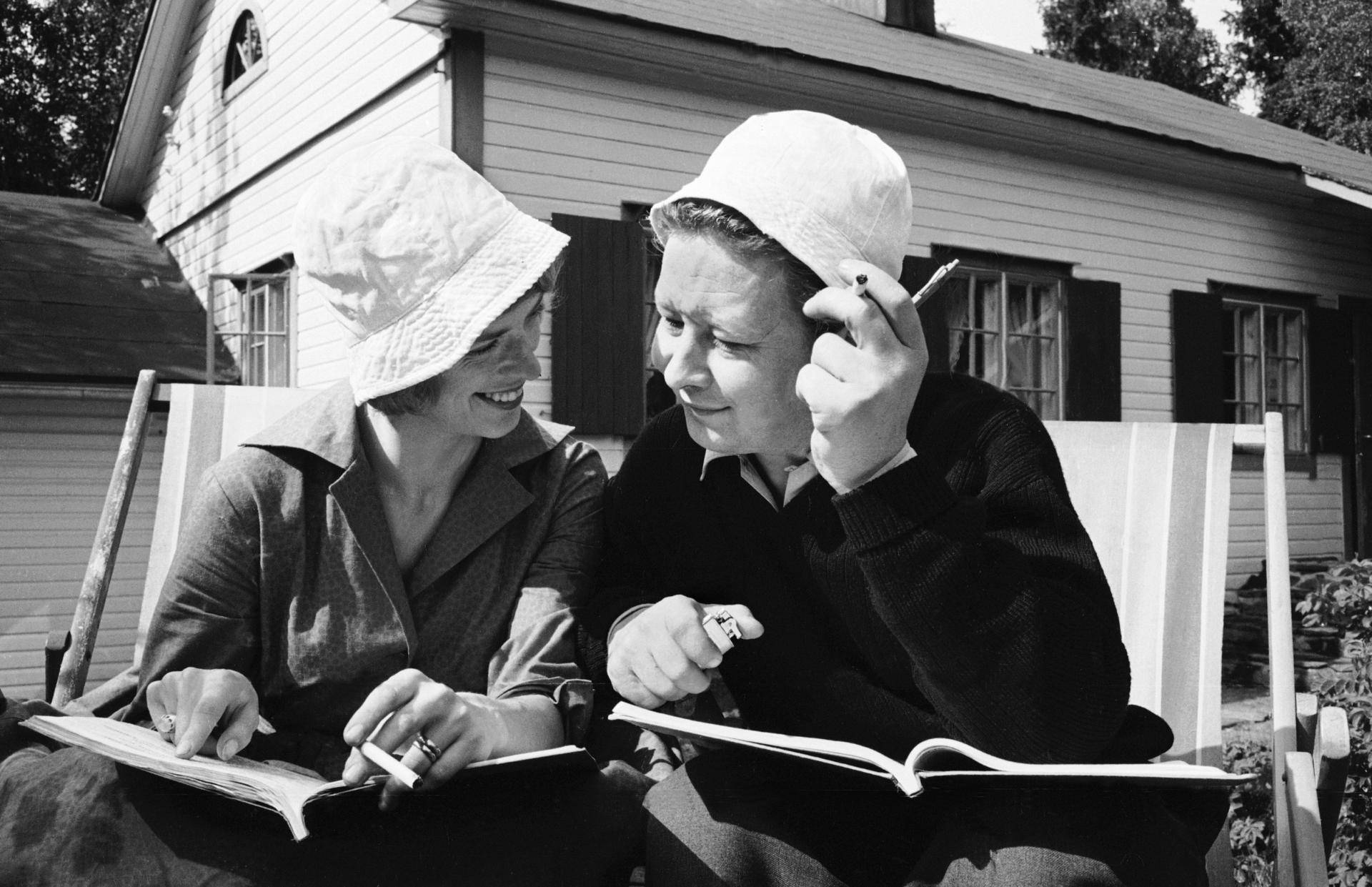
Ulfsson y Lasse Pöysti en 1959

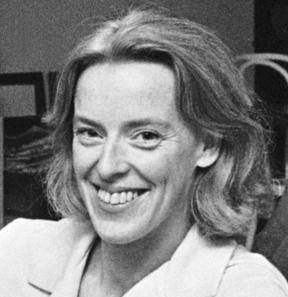
Birgitta Ulfsson en 1967

Birgitta Ulfsson (1 de julio de 1928 - 8 de octubre de 2017) fue una actriz y directora de nacionalidad finlandesa

## Biografía
Su nombre completo era Birgitta Margaretha Ulfsson, y nació en Helsinki, Finlandia. Ulfsson inició su carrera en el Teatro Sueco de Helsinki, pasando después al Lilla Teatern, en la misma ciudad, donde alcanzó la fama como artista. Con su marido, Lasse Pöysti, dirigió el Lilla Teatern entre 1967 y 1974. En sus primeros años fue principalmente comediante, aunque con el paso del tiempo fue haciendo papeles más dramáticos. 
Se hizo conocida en Suecia por su participación en la serie televisiva Mumintrollet, en la que encarnaba a la mamá de Mumin, que era interpretado por su esposo. También fue actriz invitada en diferentes teatros suecos. 
El matrimonio se divorció en los años 1980, en parte porque debían trabajar a ambos lados del Mar Báltico. Avanzada su carrera hizo varios papeles en el Lilla Teatern, y actuó en programas de tipo "talk show" y fue invitada a eventos que trataban sobre diferentes estilos de vida.
A lo largo de su carrera, Ulfsson actuó en más de 10 producciones cinematográficas, así como en diferentes producciones televisivas, siendo por ejemplo la voz del barco Freja en la serie Rederiet en el año 2001.
Birgitta Ulfsson falleció en Helsinki en el año 2017. Entre 1952 y 1984 estuvo casada con el actor Lasse Pöysti, con el cual tuvo a Tom Pöysti y Erik Pöysti. En 2007 se casó con Iwar Wiklander, con el que se estableció en Gotemburgo.

## Premios
- 1973 : Medalla Pro Finlandia[4]
- 1979 : Premio honorífico Karl Gerhard (junto a Lasse Pöysti)
- 2015 : Beca Gösta Ekman

## Filmografía (selección)

### Actriz
- 1969-1970 : Mumintrollet (TV)
- 1978 : Picassos äventyr
- 1983 : Berget på månens baksida
- 1986 : Ormens väg på hälleberget
- 1988 : Det finns för lite indianer
- 1992 : Söndagsbarn
- 1995 : Mannen utan ansikte
- 2001 : Rederiet (TV)

### Directora
- 1991 : Knäckebröd och hovmästarsås (TV)